# Berindei
Berindeii (pe turcește: "Berendi", pl. Berendiler, ukraineană: Берендеї, Берендичі, Berendeyi, Berendychi, pe maghiară: berendek, în poloneză Berendejowie) au fost un trib turcic medieval, cel mai probabil de origine kîpceacă-oguză. Ei erau parte a confederației tribale a "căciulilor de caracul" sau "calpacelor negre" (pe turcește karakalpak). Berindeii erau seminomazi și au fost consemnați ca îndeplinind diferite roluri militare, cum a fost acela de "gărzi de frontieră" în solda prinților Rus' sau protoucraineni.
Berindeii sunt menționați în cronicile statului Kievean Rus (Kyivan Rus) în secolele al XI-lea și al XII-lea drept "Cernîie Klobuki" și, alături de pecenegi și alți turcici (Torkii) , s-au sedentarizat de-a lungul frontierelor stepelor Rusiei Kievene. Unele triburi rebele ale berindeilor s-au refugiat în regatul Ungaria, care la vremea respectivă cuprindea teritorii care astăzi sunt parte a României. Cei mai  mulți dintre berindei au rămas însă pe teritoriul principalităților kievean și Pereiaslavl, unde au funcționat ca trupe de cavalerie în regiunea cursului inferior al fluviului Nipru.
În decursul secolului al XII-lea berindeii au fost asimilați, păstrându-și însă aristocrația militară proprie. Nobilii berindeilor au fost acceptați de elita statului Kievean Rus, și orașe întemeiate de ei au început să înflorească. Cavaleria berindeilor a continuat să rămână activă împotriva raidurilor întreprinse de cumani.
În 1177, o oaste cumană aliată cu cea a Riazanului a distrus șase cetăți aparținând berindeilor și torkililor.
După marea invazie mogolă din 1241 unii berindei s-au strămutat în Bulgaria, iar alții s-au alăturat celor care se refugiaseră în Ungaria. Restul triburilor s-au amestecat cu populația nomadă a Hoardei de Aur, după care ei încetează să mai fie menționați ca atare de cronicari.
Anumite toponime turcice la sud de Kiev și în regiunea Circazia, respectiv Tahanča, Koșmak, Taldîkî ar putea avea o legătură cu berindeii. Numele localității Berdîčiv din sudul districtului Žîtomîrska (Jitomir) evocă prezența lor în respectivul spațiu geografic.
Berindeii vorbeau un dialect turcic care corespunde așa-numitului idiom Çağatay (Djagatai), limbă considerată drept variantă medievală a uzbecei de azi. De altfel, karakalpacii de azi locuiesc în vestul Uzbekistanului, în republica autonomă Karakalpakstan, pe malurile lacului Aral. Ei sunt recunoscuti drept crescători de oi din rasa caracul (lână neagră).
Ocazional, berindeii au fost asociați de unii istorici cu varegii (sau varangienii), adică vikingii, care au migrat în Evul Mediu pe cursul inferior al fluviului Volga și al Niprului pînă vărsarea acestora în Mările Caspică respectiv Negre. Teritoriul corespunde arealului locuit de berindei în acea epocă istorică. Rămâne incert dacă cele două grupuri etnice au interacționat, știindu-se că varegii au fost șiei, ca gărzi militare, în solda împăraților bizantini la Constantinopol.
Pe teritoriul României, berindeii sunt semnalați în Teleorman în jurul localității Roșiorii de Vede alături de pecenegi, uzi și cumani.
În județul Olt există localitatea Berindei. Patronimul Berindei a supraviețuit în numele mai multor figuri politice de marcă române cum ar fi Dimitrie I. Berindei respectiv Anton Berindei, ambii născuți la Roșiorii de Vede.
Un sat cu numele Berindești, situat în apropiere de Roman, este menționat pentru prima dată într-un act emis de cancelaria moldovenească în anul 1453.
În ceea ce îi privește pe berindeii migrați în Ungaria medievală, ei sunt mentionați ca trăind împreună cu ceangăii în văile izolate a munților Ghimeș, pe hotarul Transilvaniei cu Moldova, unde, deși nominal creștini își practicau în continuare șamanismul până târziu în Evul Mediu.